# Alluropus demangei
Alluropus demangei är en mångfotingart som beskrevs av Filippo Silvestri 1912. Alluropus demangei ingår i släktet Alluropus och familjen Scolopendridae.
Artens utbredningsområde är Vietnam. Inga underarter finns listade i Catalogue of Life.